# Большой Созим (приток Волосницы)
Большой Созим — река в России, протекает в Верхнекамском районе Кировской области. Устье реки находится в 31 км по левому берегу реки Волосницы. Длина реки составляет 28 км. В 8,8 км от устья принимает слева реку Вочка.
Исток реки в болотах в 22 км к северо-западу от города Кирс. Река течёт на восток и юго-восток по ненаселённому заболоченному лесу. Притоки — Вочка, Горевка (левые); Сосновка (правый). Впадает в Волосницу у упразднённого в 2013 году посёлка Фосфоритная. Ширина реки перед устьем — 14 метров.

## Данные водного реестра
По данным государственного водного реестра России относится к Камскому бассейновому округу, водохозяйственный участок реки — Кама от истока до водомерного поста у села Бондюг, речной подбассейн реки — бассейны притоков Камы до впадения Белой. Речной бассейн реки — Кама.
По данным геоинформационной системы водохозяйственного районирования территории РФ, подготовленной Федеральным агентством водных ресурсов:
- Код водного объекта в государственном водном реестре — 10010100112111100000795
- Код по гидрологической изученности (ГИ) — 111100079
- Код бассейна — 10.01.01.001
- Номер тома по ГИ — 11
- Выпуск по ГИ — 1